# Khúc xạ kế

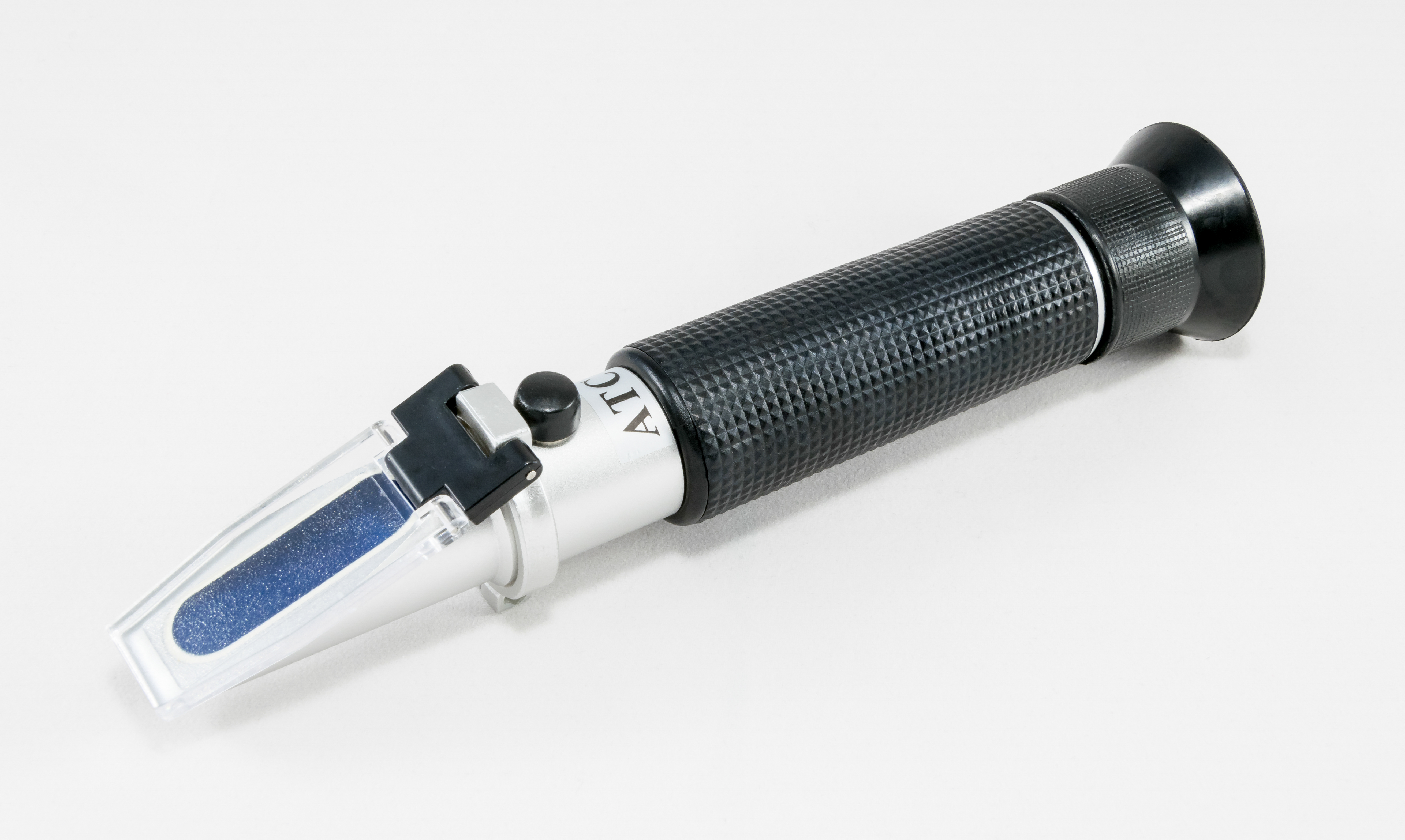
Khúc xạ kế cầm tay

Khúc xạ kế là một thiết bị đo chiết suất (đo khúc xạ). Chiết suất của một môi trường được tính nhờ định luật Snell trong khi chỉ số khúc xạ của hỗn hợp có thể được tính toán từ thành phần của vật liệu bằng cách sử dụng phối hợp một số lý thuyết như quan hệ Gladstone–Dale và quan hệ Clausius–Mossotti.

## Cơ chế đo chiết suất
Khúc xạ kế đo chỉ số khúc xạ ánh sáng (như một phần của chiết suất) của các chất trong suốt ở trạng thái lỏng hoặc rắn. Chỉ số khúc xạ là một hằng số vật chất, phụ thuộc vào thành phần hóa học của một chất. Điều này sau đó được sử dụng phân tích độ tinh khiết của mẫu và xác định lượng hoặc nồng độ của các chất hòa tan trong mẫu. Khi ánh sáng đi qua chất lỏng từ không khí, nó sẽ chậm lại và tạo ra ảnh ảo "uốn cong", mức độ "uốn cong" sẽ phụ thuộc vào lượng chất hòa tan trong chất lỏng và từ đó tính được chiết suất. Ví dụ, lượng đường/muối trong một cốc nước.

## Phân loại và ứng dụng
Có bốn loại khúc xạ kế chính: khúc xạ kế cơ, khúc xạ kế điện tử, khúc xạ kế để bàn hay khúc xạ kế Abbe (được đặt tên theo nhà phát minh và dựa trên thiết kế ban đầu của Ernst Abbe về "góc tới hạn") và khúc xạ kế quy trình nội tuyến (tiếng Anhː inline process refractometers). Ngoài ra còn có khúc xạ kế Rayleigh thường dùng đo chiết suất chất chất khí.
Trong phòng thí nghiệm y tế và chẩn đoán thuốc, khúc xạ kế được sử dụng để đo tổng lượng protein máu trong mẫu máu và trọng lượng riêng của mẫu nước tiểu.
Trong ngành Ngọc học, khúc xạ đá quý là một trong những yêu cầu cơ bản của thiết bị sử dụng trong phòng thí nghiệm. Đá quý là khoáng chất trong suốt và do đó có thể được kiểm tra bằng phương pháp quang học. Khúc xạ kế được sử dụng để giúp xác định các vật liệu đá quý bằng cách đo chỉ số khúc xạ của chúng, một trong những đặc tính chính được sử dụng để xác định loại đá quý. Do sự phụ thuộc của chiết suất vào bước sóng của ánh sáng được sử dụng (sự tán sắc), phép đo thường được thực hiện ở bước sóng của natri vạch D (NaD) ~ 589 nm. Điều này được lọc ra khỏi ánh sáng ban ngày hoặc được tạo ra bằng một diode phát sáng đơn sắc (LED). Một số loại đá như hồng ngọc, ngọc bích, đá tourmalin và đá topaz có tính dị hướng quang học cũng như tính lưỡng chiết dựa trên mặt phẳng phân cực của ánh sáng. Hai chiết suất khác nhau được phân loại bằng cách sử dụng bộ lọc phân cực. Máy đo khúc xạ đá quý có sẵn dưới dạng dụng cụ quang học cổ điển và thiết bị đo lường điện tử với màn hình kỹ thuật số.
Trong ngành nuôi cá cảnh biển, khúc xạ kế được sử dụng để đo độ mặn và trọng lượng riêng của nước.
Trong ngành công nghiệp cơ khí và công nghiệp ô tô, khúc xạ kế được sử dụng để đo lượng nồng độ chất làm mát, cụ thể là đo lượng chất làm mát đậm đặc trong dung dịch đã pha thêm chất làm mát gốc nước trong quá trình gia công.
Trong ngành đồ uống có cồn, khúc xạ kế đo độ ngọt (hay khúc xạ kế đo đường) được sử dụng để đo trọng lượng riêng trước khi lên men để xác định lượng đường sẽ được chuyển hóa thành rượu trong quá trình lên men.
Khúc xạ kế Brix thường được sử dụng trong các chất bảo quản bao gồm mứt và mật ong. Trong ngành nuôi ong, khúc xạ kế brix được sử dụng để đo lượng nước trong mật ong.

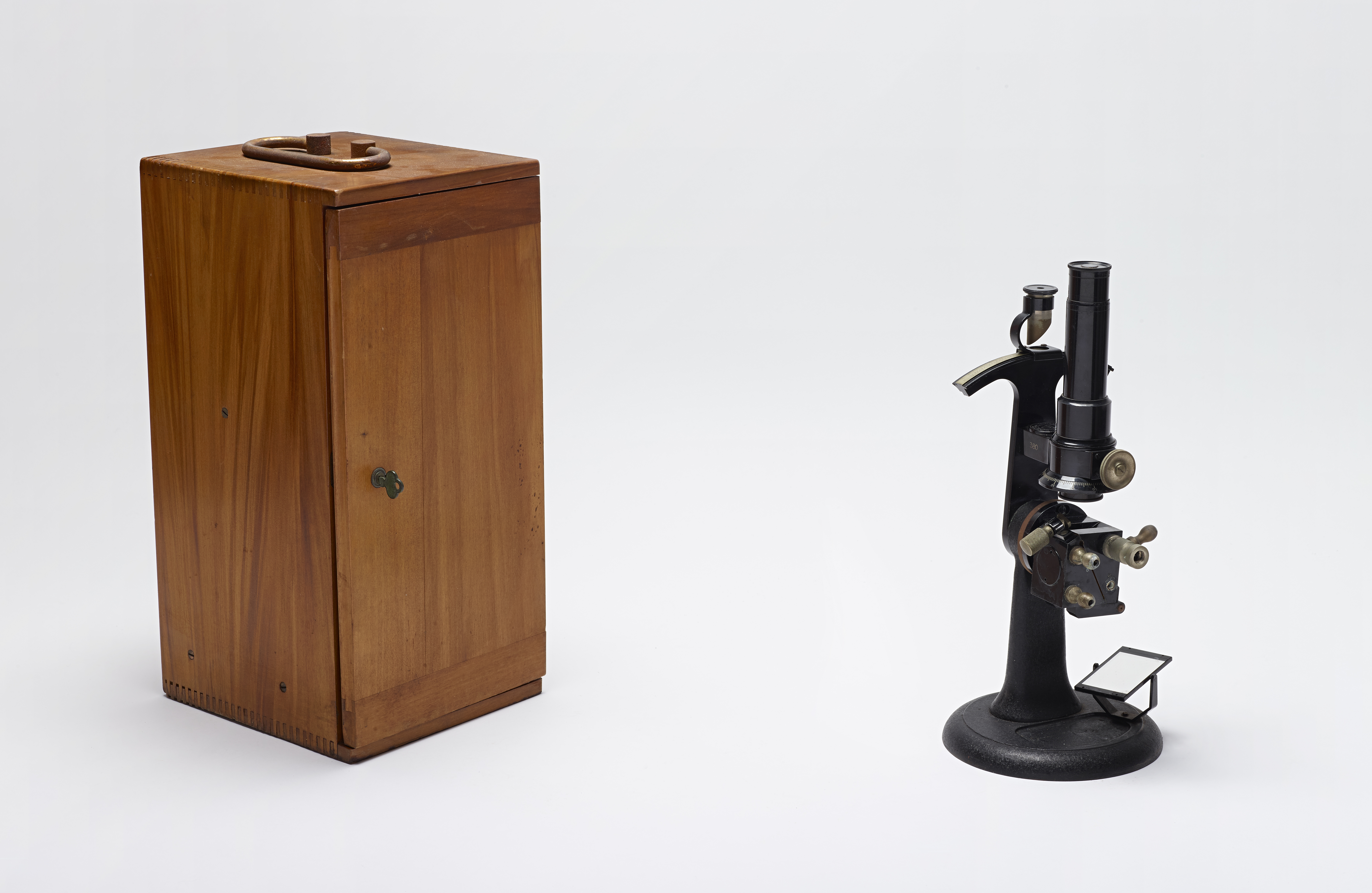
Khúc xạ kế Bausch & Lomb Abbe, khoảng 1919-1926
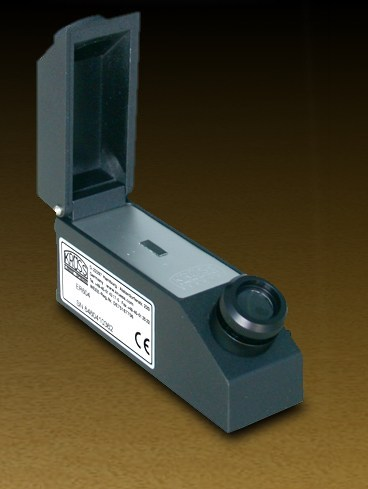
Khúc xạ kế Gemology ER604 dùng để kiểm tra chiết suất ánh sáng trong đá quý; Nguồnː hình của A.KRÜSS Optronic GmbH
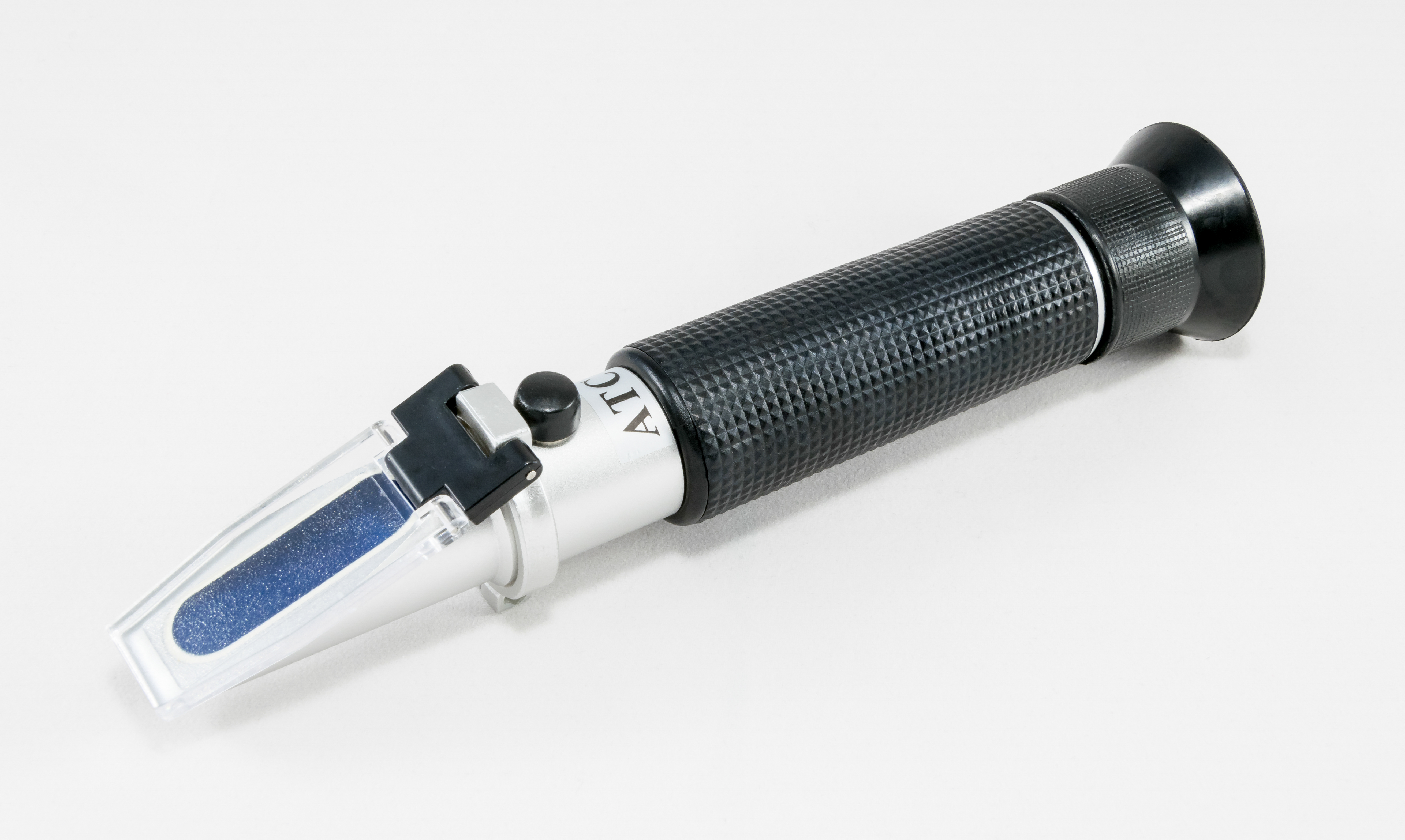
Khúc xạ kế cầm tay
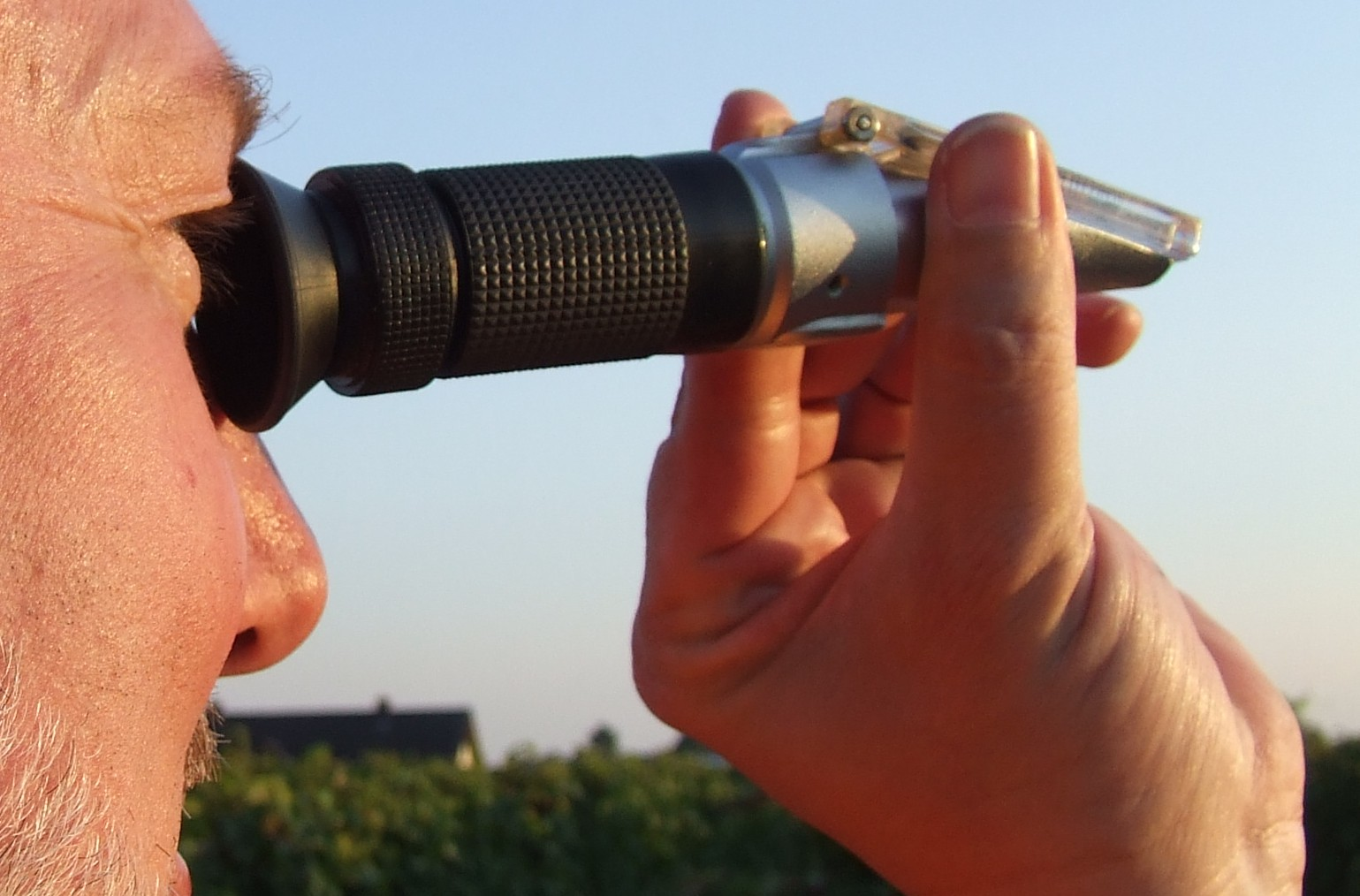
Một người trồng nho làm rượu vang đang sử dụng khúc xạ kế cầm tay
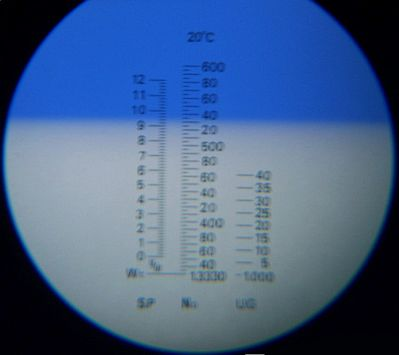
Đánh giá mật độ dịch bụng của mèo bị viêm màng bụng truyền nhiễm bằng khúc xạ kế.

## Khúc xạ kế tự động

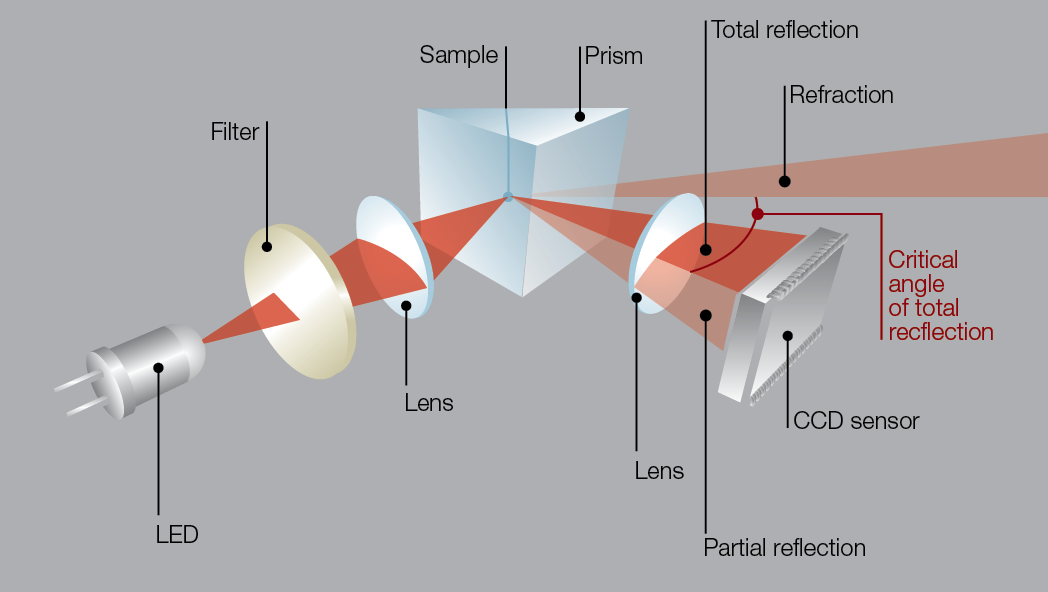
Sơ đồ cơ chế hoạt động khúc xạ kế tự động: Nguồn sáng LED được chụp dưới nhiều góc độ trên bề mặt lăng kính tiếp xúc với mẫu. Tùy thuộc vào sự khác biệt về chiết suất giữa vật liệu lăng kính và mẫu mà ánh sáng được truyền một phần hoặc phản xạ toàn bộ. Góc tới hạn của phản xạ toàn phần được xác định bằng cách đo cường độ ánh sáng phản xạ như một hàm của góc tới - Nguồn ảnh: Anton Paar GmbH, www.anton-paar.com

Máy đo khúc xạ tự động tự động đo chỉ số khúc xạ của mẫu. Phép đo chiết suất của mẫu dựa trên việc xác định góc tới hạn của phản xạ toàn phần. Nguồn sáng, thường là đèn LED có tuổi thọ cao, được hội tụ vào bề mặt lăng kính thông qua hệ thống thấu kính. Bộ lọc nhiễu đảm bảo nguồn sáng phát ra ánh sáng có bước sóng đúng yêu cầu. Do ánh sáng hội tụ đến một điểm trên bề mặt lăng kính nên nhiều góc khác nhau bị che phủ. Như trong hình "Sơ đồ cơ chế hoạt động khúc xạ kế tự động", mẫu đo được tiếp xúc trực tiếp với lăng kính đo. Tùy thuộc vào chiết suất của nó, ánh sáng tới dưới góc tới hạn của phản xạ toàn phần được truyền một phần vào mẫu, trong khi đối với góc tới cao hơn, ánh sáng bị phản xạ toàn bộ. Sự phụ thuộc này của cường độ ánh sáng phản xạ từ góc tới được đo bằng mảng cảm biến độ phân giải cao. Từ tín hiệu video được chụp bằng cảm biến CCD có thể tính được chỉ số khúc xạ của mẫu. Phương pháp phát hiện góc phản xạ toàn phần này độc lập với các đặc tính của mẫu. Thậm chí có thể đo chỉ số khúc xạ của các mẫu hấp thụ mạnh hoặc mẫu chứa bọt khí hoặc các hạt rắn. Hơn nữa, chỉ cần một vài microlit (μL) mẫu đã có thể quan sát được. Việc xác định góc khúc xạ này không phụ thuộc vào dao động và các nhiễu động môi trường khác.

### Ảnh hưởng của bước sóng

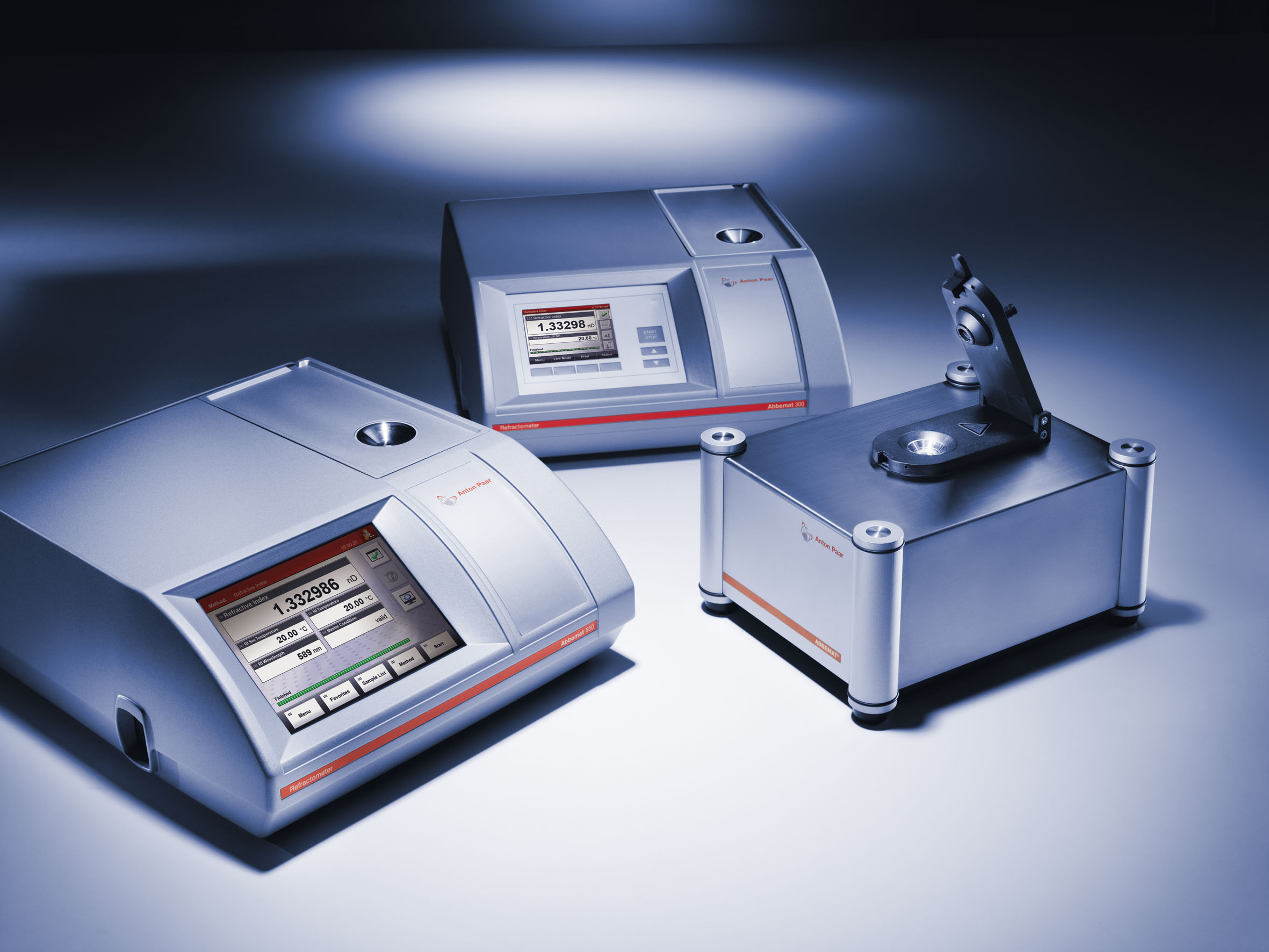
Khúc xạ kế tự động hiện đại - Nguồn ảnh: Anton Paar GmbH, www.anton-paar.com

Chiết suất của một mẫu nhất định thay đổi theo bước sóng đối với mọi vật liệu. Quan hệ này là phi tuyến tính và đặc trưng cho mọi vật liệu. Trong khoảng khả kiến, chiết suất giảm đi kèm với bước sóng tăng. Khi sử dụng lăng kính thủy tinh có thể quan sát được rất ít sự hấp thụ. Để đảm bảo một phép đo chất lượng cao với độ chính xác lên đến 0,00002 trong chiết suất, bước sóng phải được xác định chính xác. Do đó, trong các máy đo khúc xạ hiện đại, bước sóng được điều chỉnh đến băng thông +/- 0,2 nm để đảm bảo kết quả chính xác cho các mẫu có độ phân tán khác nhau.

### Ảnh hưởng của nhiệt độ
Nhiệt độ có ảnh hưởng rất quan trọng đến phép đo chỉ số khúc xạ. Do đó, nhiệt độ của lăng kính và nhiệt độ của mẫu phải được kiểm soát với độ chính xác cao. Có một số thiết kế khác nhau một cách tinh tế để kiểm soát nhiệt độ; nhưng có một số yếu tố chính chung cho tất cả, chẳng hạn như cảm biến nhiệt độ chính xác cao và thiết bị Peltier để kiểm soát nhiệt độ của mẫu và lăng kính. Việc kiểm soát nhiệt độ của các thiết bị này phải được thiết kế sao cho sự thay đổi nhiệt độ mẫu đủ nhỏ để không gây ra sự thay đổi chiết suất có thể phát hiện được.

### Khả năng mở rộng của khúc xạ kế tự động
Khúc xạ kế tự động là thiết bị điện tử điều khiển bằng vi xử lý. Điều này có nghĩa là chúng có thể có mức độ tự động hóa cao và cũng có thể được kết hợp với các thiết bị đo lường khác.

## Thang đo thường được sử dụng
- Độ Brix
- Thang đo Oechsle
- Thang đo Plato
- Thang đo Baumé